# Conqueror's Blade
Conqueror's Blade est un jeu vidéo en ligne massivement multijoueur tactique en temps réel free-to-play développé par le studio chinois Booming Games, édité par Mail.ru en Russie et My.com en Europe et en Amérique du Nord. Il se déroule dans un monde ouvert inspiré des civilisations médiévales et féodales, et se centre autour du combat de siège, bataille d'appariement, du commandement des unités en temps réel et de la prise de territoire des autres joueurs dans les batailles en ligne.

## Système de jeu
Conqueror's Blade propose une stratégie en temps réel et un système de jeu tactique en temps réel dans les batailles en ligne, similaires à la série Total War ou Command & Conquer. Les joueurs peuvent directement prendre le contrôle d'un seigneur de guerre, qui donnera des ordres aux régiments qui les suivront au combat.

### Unités et classes
Au début du jeu, les joueurs sélectionnent un seigneur de guerre parmi les 10 classes de combat disponibles, chacune avec sa propre spécialisation d'armes, et peuvent personnaliser le sexe et l'apparence. Les armes disponibles incluent le glaive, la hache d'armes, l'épée longue, la lance, le guandao (en), les double lames, le nodachi, l'arc, l'arc court et le mousquet. D'autres classes ont été ajoutées après la sortie: une onzième lors de la saison III (la masse d'armes) et une douzième lors de la saison VIII (la pique ). Elles sont  déverrouillables lors de la progression du joueur.
Ce chef de guerre peut être contrôlé directement au combat et peut être utilisé pour envoyer des commandes simples à différentes unités sur le champ de bataille et pendant les sièges. Plusieurs unités sont disponibles au fur et à mesure de la progression du joueur à travers cinq arbres technologiques associés aux fantassins, aux unités à distance, aux cavaliers, aux chevaliers et aux unité en rotins où de nombreuses unités de différentes civilisations orientales et occidentales sont présentes. Parmi les fantassins, des unités tels que les hallebardiers ou les prévôts sont accessibles. Pour les unités à distance les arquebusiers Tercio, les arbalétriers, les archers gallois ou les javelotiers, et pour les cavaliers les hussards ailés, les lanceurs cataphractes sont disponibles. Enfin après le lancement officiel du jeu la catégorie des chevaliers (regroupant des unités tels que les écuyers, les hommes d'armes, les Templiers) et unité en rotins (Chu ko nu) sont disponibles. Au commencement des unités gratuites ou très peu onéreuses sont disponibles : des unités de collectes (serfs, bucherons, métayers) ou la milice rurale sont accessibles dès le tutoriel.

### Mode siège
Plusieurs modes peuvent être joués, le mode principal étant le mode  siège en ligne avec jusqu'à quinze joueurs dans chaque équipe. Les chefs de guerre peuvent ordonner aux unités d'attaquer, de suivre ou de prendre des formations sur le champ de bataille, et des armes de siège authentiques telles que des trébuchets, des canons et des béliers peuvent être commandées pour attaquer les fortifications ennemies.

### Maisons et Alliances
Les joueurs peuvent également former des maisons avec d'autres joueurs. Celle-ci pouvant réunir jusqu'à 100 joueurs. Un système de d'alliance est également disponible. Une alliance pouvant réunir 3 maisons et obtenir un bonus de 50 joueurs additionnels. Cette alliance (maison) pourra conquérir des territoires sur la carte monde du jeu et ainsi se combattre avec les cohortes et les autres maisons pour la conquêtes fiefs disponibles. Ainsi, l'alliance pourra gérer le fief et installer impôts, restrictions de récoltes de ressources, interdictions de droit de passage, etc. À la fin de chaque semaine ou après chaque conquête lors de la guerre territoriale, les membres de la maison reçoivent une récompense en fonction des fiefs que la maison possède et des rangs au sein de la maison.

### Saisons
Périodiquement, une campagne saisonnière est lancée. Au cours de cette période de plusieurs mois, les joueurs peuvent débloquer de nouveaux apparats et des nouvelles cartes sont jouables.
De nouvelles unités sont également disponibles durant cette période :
- saison I (automne 2019)
- saison II (hiver 2020) : les archers de Nam Khan (en), les pionniers du Selem, les Khorchins, les Tsereg, les cavaliers Khevtuul et les gardes Kheshigs (inspiré des mongoles d'Asie de l'époque médieval).
- saison III (printemps 2020) : les condottieres, les piquiers fortebracci, les canonniers fauconneaux, les arbalétriers pavoiseurs (inspiré des italiens de la Renaissance).
- saison IV (été 2020) : les janissaires, les azaps, les cyphaux et les silahdars[3] (inspiré des turcs de l'empire Ottoman fin du Moyen Âge).
- saison V (automne 2020) : la milice zykalienne et les siphonaros (inspiré des unités byzantines à dégât de feu du Moyen Âge)[a].
- saison VI (hiver 2021) : les lansquenets, les lanciers ribauds, les éclaireurs de Liao[4] (inspiré de l'armée française et chinoise de la Renaissance).
- saison VII (printemps 2021) : les fils de Fenrir, les berserkers et les skjaldmös[5] (inspiré de l'ère Viking début du Moyen Âge et leurs légendes).
- saison VIII (été 2021) : les moines combattants, les vigiles grisonnants et les gardes au modao (inspiré de la Chine des Song médiévaux).
- saison IX (automne 2021) : les chevaucheurs, les pillards fendeurs et les grenadiers de Shenji (inspiré des plusieurs unités divers de la fin du Moyen Âge).
- saison X (hiver 2022) : les cornemuseurs, les claymores et les veneurs (inspiré des Highlanders écossais du Moyen Âge).
- saison XI (printemps 2022) : les alchimistes, les gonfalonniers, les bannerets (inspiré de l'armée française du temps de Jeanne d'Arc de 1429).
- saison XII (été 2022) : les housecarls, les gardes varègues (inspirée par les voyages des pillards vikings et la mythologie nordique).
- saison XIII (automne (2022) : les dimachères, les mirmillons, les rétiaires (inspirée par les combats de gladiateurs de la Rome antique).
- saison XIV (hiver 2023) : les jangjus, les chameliers lanciers, les hashashins d'élite (inspirée par la Perse antique).
- saison XV (printemps 2023) : les piquiers du Wuxing, les moines au Croissant (en), les cavaliers de Yanyuedao (inspirée de la Chine antique).

## Développement
Conqueror's Blade est en développement depuis 2013. Il était à l'origine connu sous le nom de War Rage et a été renommé Conqueror's Blade lors de sa première révélation au public lors de l'E3 2017.
Conqueror's Blade est le premier jeu développé par Booming Games, un studio de développement basé à Hangzhou, en Chine. Plusieurs employés, dont le PDG Xi Wang, ont précédemment travaillé sur les séries Halo et Destiny chez Bungie. Conqueror's Blade est également le premier jeu à utiliser le moteur CHAOS, développé en interne à Booming Games.
Conqueror's Blade est free-to-play et les joueurs peut payer certains contenus dans le jeu. Le Pack Fondateur sont actuellement disponibles et permettent d'accéder aux tests bêta, ainsi qu'à d'autres contenus et objets en jeu.

## Publication
Le 31 juillet 2018, il a été confirmé que My.com publierait le jeu en Europe et en Amérique du Nord. Mail.ru s'occupera de l'édition en Russie. 
Plusieurs tests bêta fermés ont été organisés pour le jeu, le plus récent ayant eu lieu en avril 2019. Un lancement de la bêta ouverte est prévu au printemps 2019.

## Accueil
Conqueror's Blade a reçu des critiques positives lors de ses phases de pré-sortie. Rock Paper Shotgun a déclaré que le jeu était « un enfer de spectacle », bien qu'il ait critiqué l'aspect grinding et level-gating. MMORPG.com a déclaré que le jeu a montré "une victoire glorieuse, brillamment rendue par le propre moteur CHAOS de Booming.". WCCFtech a fait l'éloge du tutoriel du jeu et a affirmé que le jeu était «facile et accessible» aux nouveaux joueurs. MMOBomb a déclaré que les batailles de siège étaient "fun as all heck" ou littéralement traduit "amusantes comme tout le monde".
Jeuxvideo.com fait l'éloge de la promesse des batailles de siège, Gamestar.de faisant également l'éloge de l'ampleur des batailles, comparant le jeu à la série Total War, Mount & Blade et World of Warcraft. Mein-mmo.de a comparé favorablement l'échelle du jeu et ses moments cinématographiques à des films comme Kingdom of Heaven et Le Seigneur des Anneaux trilogie.

## Musique
Dans le cadre de la Saison VII du jeu en mars 2021, mettant en avant les civilisations nordiques, une collaboration est effectuée avec le groupe de musique Heilung.